# Palazzo del Principe di Sannicandro

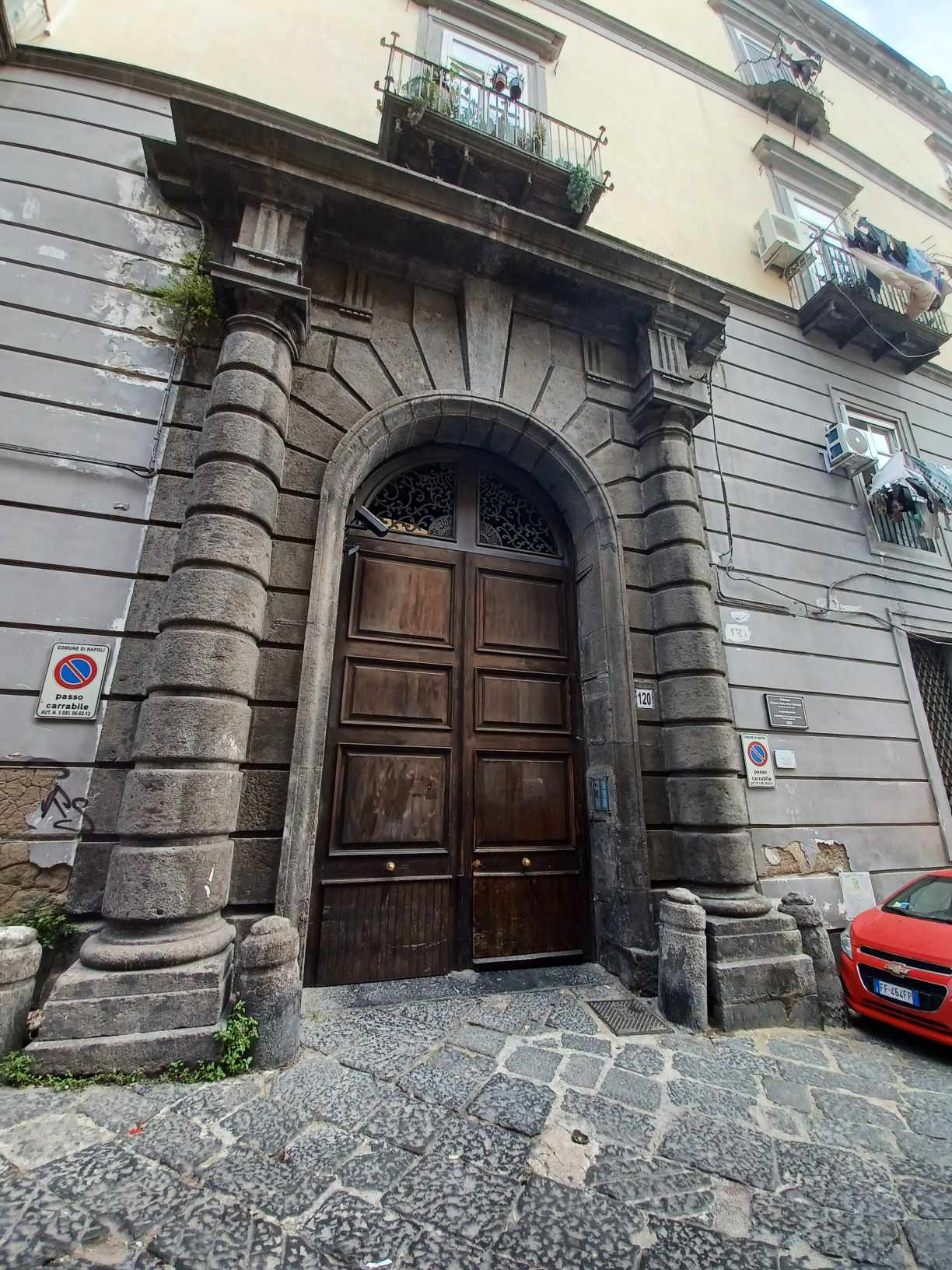
Il portale d'accesso

Il Palazzo Cattaneo Della Volta Paleologo di San Nicandro è un palazzo di Napoli ubicato in via Stella, nell'omonimo quartiere.

## Storia e descrizione
Costruito nella seconda metà del XVI secolo, fu acquistato nel 1585 dalla famiglia Carafa di Maddaloni che lo trasformò radicalmente. Il duca di Maddaloni Marzio Carafa e poi suo figlio primogenito Diomede dal 1606 vissero nel superbo palazzo alla Stella nel lusso e nello sfarzo.
Nel 1647 il "popolo" di Masaniello prese il palazzo e "...stoffe di seta ricamate di oro e di argento, arazzi fiamminghi, quadri rari, vasi di argento e di oro, carrozze e cavalli e gran quantità di danaro furono mandati da Masaniello al mercato, insieme ad una famosa carrozza, coperta di lamine d'argento ed ornamenti d'oro ...".
Nel 1656 il marchese del Vasto vendette al duca di Maddaloni un suo palazzo situato nei pressi di via Toledo, con una transazione che prevedeva un pagamento in contanti, un credito per censi gravanti sul palazzo e la permuta di due immobili del duca di Maddaloni: il palazzo alla Stella e una masseria a Posillipo. Poco dopo il marchese del Vasto lo vendette a Gaspare Roomer che lo restaurò ulteriormente. Dopo la morte, avvenuta nel 1674, del ricco banchiere fiammingo, furono inventariati circa 1100 dipinti tra soggetti sacri, nature morte, paesaggi, ritratti, bambocciate, tutti opera dei maggiori artisti locali da Falcone a Vaccaro, da Preti a Giordano oltre che di stranieri quali Rubens o Vouet.
L'edificio passò al monastero di Santa Maria Maddalena de' Pazzi e nel 1684 le monache lo vendettero al duca d'Airola, Carlo Caracciolo, marito di Eugenia Cattaneo Della Volta, morto senza eredi quest'ultimo, nel 1709, fu ereditato dalla sorella Antonia Caracciolo (1662-1725) moglie di Giovan Battista di Capua (1658-1732), principe della Riccia, che lo lasciò al figlio Bartolomeo V di Capua (1680 - 1715), conte di Montuoro, che sposò nel 1712 Anna, figlia di Baldassarre Cattaneo Della Volta Paleologo e di Isabella Caetani dei duchi di Sermoneta.
Dal 1715 il palazzo è abitato dalla famiglia di Baldassarre Cattaneo Della Volta Paleologo (Genova, 1660 - Napoli, 1739), padrino del principe Raimondo di Sangro di San Severo, cognato di Carlo Caracciolo duca di Airola (marito della sorella Eugenia) e padre di Domenico Cattaneo, aio di Ferdinando I delle Due Sicilie.
I principi di San Nicandro promossero i lavori di restauro più significativi di tutta la storia del palazzo: il bel portale di piperno pare che sia stato lavorato dai Vanvitelli padre e figlio, sicuro è il contributo del Vanvitelli nella Villa Giulia, il casino delle delizie del principe di San Nicandro, che fecero costruire a Barra (NA), su un terreno acquistato da Domenico Cattaneo (Napoli, 1613 - Napoli, 1676) primo principe di San Nicandro Garganico.
Ampiamente documentati sono i contributi di Francesco Solimena e Luca Vecchione nella ristrutturazione del palazzo, e nella decorazione; le prime commissioni, documentate, del principe di San Nicandro a Francesco Solimena, di cui era collezionista già Carlo Caracciolo duca d'Airola, risalgono al 1715 e denotano una certa familiarità tra il committente e l'artista lasciato libero di scegliere i soggetti dei dipinti commissionati. Nel 1715, nel palazzo dell'avvocato Cattaneo, un giovanissimo Pietro Metastasio, come racconterà molto più tardi, in una lettera al fratello Leopoldo, improvvisò quaranta ottave sul tema "La magnificenza dei prìncipi e le sue lodi", dedicate ad Anna, contessa di Montuoro, dinanzi al filosofo Giambattista Vico, al politico, economista e matematico, Paolo Mattia Doria, al matematico, Agostino Ariani, all'erudito bibliotecario di Giuseppe Valletta, Matteo Egizio, e all'arcade, Aurelia Gambacorta d'Este.

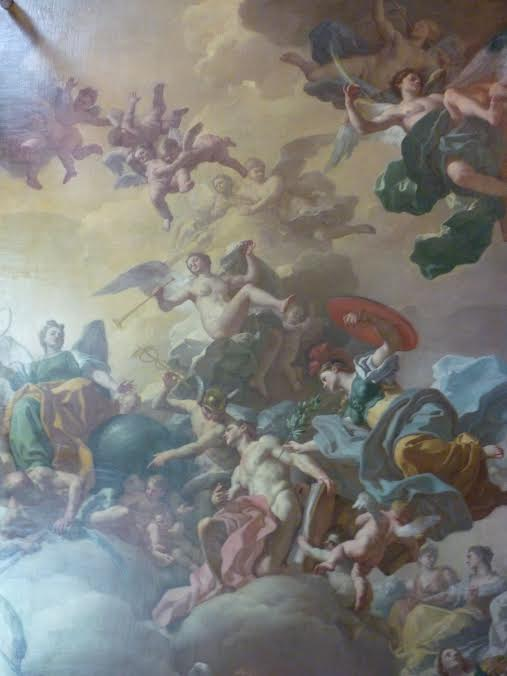
Galleria Solimena di Palazzo Cattaneo Della Volta di San Nicandro

I disegni di due bussolette scorniciate e delle porte dell'alcova del palazzo sono stati realizzati da Francesco Solimena nel 1730, e il suo allievo Michelangelo Schilles ha assistito il maestro per l'ornameno del soffitto della camera dell'alcova, purtroppo andate perdute.
La "Galleria Solimena" del palazzo fu dipinta dall'abate Ciccio nel palazzo stesso per le sue notevoli dimensioni (Galleria che dipinse per lo Principe di S. Nicandro, della quale dopo lo studio di molti disegni, fece il bozzetto che riuscì compitissimo, ed indi dipinse il quadro ad olio in casa del medesimo Principe, che per essere di palmi 44 lungo, e 22 largo, non capiva in casa propria, e nella stanza ov’egli lavorava), e vi rimase almeno fino alla fine dell'Ottocento; successivamente se ne persero le tracce, fino a quando non è stata rinvenuta in un palazzo parigino (hôtel particulier di Marie-Laure de Noailles, oggi sede del Museo Baccarat) e attribuita al Solimena nel 1981 da Arnauld Brejon de Lavergnée. L'opera è stata collocata dagli studiosi dopo il 1730.  Il pagamento della Galleria, effettuato da un procuratore genovese, Giuseppe Teodoro, è stato trovato, presso l'Archivio Storico del Banco di Napoli, da una discendente del principe Baldassarre e risale al due gennaio 1733.
Questa opera d’arte rimane la più vivida testimonianza di Baldassarre Cattaneo, una figura chiave nella storia della famiglia di origine genovese Cattaneo Della Volta e una personalità di grande valenza culturale, che realizzò il pieno inserimento nella vita intellettuale e politica del vice-regno austriaco, nominato nel 1709 da Carlo d'Asburgo Grande di Spagna per sé e per i suoi discendenti primogeniti maschi e, del Regno di Napoli, come gentiluomo di Camera di Carlo di Borbone, ricordato da Giambattista Vico con sei epitaffi latini.
I diretti discendenti di Baldassarre hanno abitato nel palazzo alla Stella fino alla fine del XIX secolo. Nel palazzo, nel XIX secolo, si trasferì da Matera l'aristocratica famiglia dei Ridola.
Di fronte al palazzo c'è una porticina che permette di accedere alla chiesa di Santa Maria della Stella (sulla scala c'è una piccola lapide in onore di Baldassarre). Nella chiesa il figlio di Domenico, Francesco, fece realizzare nel 1784 allo scultore Giuseppe Sammartino il monumento sepolcrale per il padre, perduto in seguito all'incendio del 1944, che rappresentava “un vaso di porfido posto in una ampia nicchia con davanti due figure di donna in marmo, una in piedi regge un tronco di pianta con la mano destra e con la sinistra mostra il ritratto a bassorilievo del principe, l'altra seduta e affranta", intorno al 1759-1762 il Sanmartino era attivo sul progetto di un altare con paliotto rappresentante Madonna con Bambino .
L'interno oggi risulta diviso in vari appartamenti come un condominio, ma conserva dell'antico palazzo nobiliare oltre che il portale in piperno anche il cortile interno 
con le rimesse per le carrozze. Il vestibolo di accesso al cortile presenta ancora tracce di affreschi.